# Octopus microphthalmus
Octopus microphthalmus är en bläckfiskart som beskrevs av Goodrich 1896. Octopus microphthalmus ingår i släktet Octopus och familjen Octopodidae. Inga underarter finns listade i Catalogue of Life.